# Au Gré des Vents
Au Gré des Vents est un ancien bateau de pêche de type sardinier, classé Bateau d'intérêt patrimonial en 2009.

## Présentation
Construit par les chantiers navals François du Croisic, ce bateau de 15,60 mètres est lancé le 7 décembre 1964. Il pratique différents types de pêche à La Turballe : de 1964 à 1975, il est un bateau bolincheur, puis en 1975, il devient le premier bateau à effectuer la « pêche en bœuf » à La Turballe, technique actuelle consistant à tracter le filet par deux bateaux de front pour pêcher le poisson bleu (sardine, anchois, maquereau, sprat) vivant entre deux eaux. Il cesse son activité en 1992 en application du plan Mellick, .
Quelques Turballais, sensibilisés par la destruction de centaines de bateaux de pêche, se mobilisent pour sauver cette embarcation. Le maire de l'époque, René Leroux, informe Marcel Vandernotte, créateur et dirigeant du chantier de construction et réparation navale Vandernotte, que le bateau est en perdition à Saint-Nazaire. Après inspection intérieure du bateau, ce dernier conclut qu'il est en état d'être réparé et le bateau est racheté pour le franc symbolique. Le maire, l'entrepreneur et quelques marins ramènent le bateau à La Turballe, à la satisfaction de nombreux habitants. Ils créent cette même année 1992 l'association Au Gré des Vents, dont Marcel Vandernotte prend la présidence. Cette association loi 1901 se donne à l'origine pour mission la valorisation du patrimoine maritime. Les travaux de rénovation du bateau finissent en mai 2008. Il est depuis conservé à flot dans le port de pêche de La Turballe et ses différents compartiments (le carré, la glacière, le poste avant et la passerelle) se visitent.